# Helpsysteem
Een helpsysteem is een computerprogramma of een boekje waarin een uitleg gegeven wordt over een bepaald onderwerp.
Zo'n helpsysteem is onderverdeeld in verschillende onderdelen:
- Inhoudsopgave
- Artikelen
- Index

Bij digitale helpsystemen is er vaak ook nog een zoekmogelijkheid aanwezig.
Met behulp van de inhoudsopgave van zo'n helpsysteem wordt het makkelijk om naar een bepaalde categorie in het helpsysteem te springen.
De index daarentegen wordt vaak gebruikt bij het zoeken naar een specifiek woord uit het helpsysteem.

## Voorbeelden
Enkele voorbeelden van helpsystemen
- Windows Help en Ondersteuning
- Helpdesk
- Handleiding